# مین‌چی
مین‌چی یک غذای ماکائویی است که از گوشت چرخ‌کرده یا گوشت آسیاب‌شده که با سبزیجات تفت داده و طعم‌دار می‌شود، تهیه می‌شود. این غذا به‌طور گسترده‌ای به‌عنوان غذای ملی ماکائو شناخته می‌شود.

## توصیف
این غذا نوعی ترکیب شرقی و غربی است. غذاهای ماکائویی ترکیبی از غذاهای کانتونی، پرتغالی، آمریکای جنوبی، مالایی، آفریقایی و هندی است. در حالی که دستور تهیه‌ها متفاوت است، این غذا عموماً بر اساس گوشت چرخ‌کرده یا گوشت آسیاب‌شده است. این غذا با گوشت گاو یا خوک، پیاز، سیب‌زمینی‌های مکعبی و گاهی قارچ‌ها تهیه می‌شود، کمی تفت داده شده و با سس ووسترشر، ملاس و سس سویا طعم‌دار می‌شود. این غذا با تخم‌مرغ سرخ‌شده روی آن نیز سرو می‌شود که در آن صورت به آن مین‌چی چائو دان گفته می‌شود.(چینی سنتی: 免治炒蛋).

## اصطلاح‌شناسی
واژهٔ مین‌چی نسبتاً دیر وارد واژگان زبان ماکائویی شد. پس از تأسیس هنگ کنگ در سال ۱۸۴۱، بسیاری از ماکائویی‌ها به دنبال اقامت در آنجا بودند و در محله ماتوی‌دو-مورو سکونت کردند. با گذشت زمان و رواج بیشتر زبان انگلیسی در مکالمات روزمره، «مین‌چی» از کلمهٔ انگلیسی «to mince» جایگزین «کیمه» شد تا این غذای خوشمزهٔ مردم ماکائو را توصیف کند.

## تاریخچه
طبق گزارش مجله «میز پر زرق و برق»، ممکن است این غذا توسط جامعهٔ انگلیسی‌زبان در هنگ کنگ به ماکائو معرفی شده باشد، اگرچه تاریخ‌های دیگری نیز منشأ آن را در گوا، یکی از استان‌های هندی، می‌دانند.
ادبیات مین‌چی از کیمه آغاز می‌شود، اصطلاحی که بسیاری از هندی‌ها برای گوشت ریز چرخ‌کرده استفاده می‌کنند، که معمولاً به گوشت بز و گوسفند گفته می‌شود. وقتی ملوانان پرتغالی در سال ۱۴۹۸ به هند رسیدند، قصد داشتند خود را به‌عنوان مسیحی معرفی و متمایز کنند. گاو در هند مقدس است و هندی‌ها از خوردن گوشت آن منع شده‌اند، بنابراین پرتغالی‌ها و مسیحیان گوشت کیمه خود را با گوشت گاو درست می‌کردند تا ایمان خود را اعلام کنند.
پرتغالی‌ها در قرن شانزدهم، به ملاکا که مرکز تجارت دریایی ادویه‌ها برای کشتی‌های تجاری از هند، چین و جنوب‌شرق آسیا بود، رسیدند. پرتغالی‌ها فوراً ملاکا را به‌وسیلهٔ نیروی نظامی تصرف کردند و آن را به سکونتگاه تجاری خود تبدیل کردند. آنها دریافتند که تاجران چینی از استان فوجیان پیش از ورودشان به این منطقه آمده بودند. با توجه به این که خوردن گوشت خوک برای مسلمانان ممنوع است و پیروی از اصل مشابه در هند، گوشت خوک در غذاهای کیمه که مسیحیان در ملاکا می‌خوردند، جایگزین گوشت گاو شد.
در دهه‌های بعد، تاجران پرتغالی و خدمهٔ مستیزو و میستادو خود که از فوجیانی‌ها، ملاکا، سریلانکایی‌ها، هندی‌ها، برمه‌ای‌ها، تای‌ها، خمرها و ویتنامی‌ها بودند، از ملاکا و دیگر بندرها تجاری جنوب‌شرقی آسیا به سمت سواحل چین حرکت کردند. و با خود طعم‌ها، بوها، سبک‌های آشپزی، مواد اولیه و محصولات جدیدی را آوردند که موجب تعریف فرهنگ غذایی ماکائو شد.
تاجران پرتغالی در سواحل چین مستعمرات فصلی موقت داشتند. تا سال ۱۵۴۳، تاجران پرتغالی سوار بر یک کشتی چینی به کگوشیما، دورترین بندر در کیشو، ژاپن رسیدند.
در سال ۱۵۵۷، مقامات چینی محلی به تاجران اجازه دادند که در یک شبه‌جزیره کوچک در حاشیهٔ غربی دهانه رودخانهٔ مروارید یک استقرار دائمی برقرار کنند. بدین ترتیب شهری با نام مقدس خدای در چینی‌ها تأسیس شد.
تجارت با ژاپن به زودی در میانهٔ دهه ۱۵۶۰ دنبال شد. تاجران ژاپنی در کاگوشیما و ناگازاکی به دنبال ابریشم‌های نادر چینی، طلا، ادویه‌ها و محصولات اروپایی عجیب مانند پارچه‌های پشمی، ساعت‌ها، سلاح‌های گرم غربی بودند. در مقابل، تاجران چینی در گوانگ‌چو (کانتون) به دنبال نقرهٔ ژاپنی بودند. ماکائو به‌عنوان بندر واسطه بین چین و ژاپن عمل می‌کرد.
مسیحیان یسوعی، که همگی دانشمند بودند، نخستین دیکشنری ژاپنی–پرتغالی را تولید کردند. آنها نخستین کتاب‌های آشپزی که توسط نخبگان گوا و ماکائو استفاده می‌شد را به ژاپنی ترجمه کردند. نخبگان ژاپنی این آشپزی معرفی‌شده را با شور و شوق پذیرفتند. در نتیجه این تبادلات فرهنگی کیمهٔ خوک ماکائویی آن زمان به دنبوری ژاپنی تبدیل شد که تا به امروز با گوشت خوک چرخ‌کرده و تخم‌مرغ بر روی برنج سرو می‌شود. کتلت‌های خوک پودر شده به تونکاتسو ژاپنی تبدیل شد. غذاهای تمپورا و تریاکی ریشه‌های ماکائویی دارند. پائو-دِ-لو پرتغالی به کیک کاستلأی تبدیل شد.

## اهمیت
طبق گزارش «میز پر زرق و برق»، این غذا یکی از محبوب‌ترین غذاهای ماکائو است. طبق گزارش وایز مدیا، این غذا یکی از غذاهایی است که نماد مخلوط فرهنگی پیچیده‌ای است که ماکائو را تشکیل می‌دهد و به‌طور گسترده‌ای به‌عنوان غذای ملی شناخته می‌شود. این غذا معمولاً در خانه‌ها سرو می‌شود؛ معمولاً هر آشپز خانگی دستورالعمل خاص خود را دارد.
خانواده‌های پرتغالی در ماکائو، یک جامعهٔ متراکم، فرهنگی، پاتوا (پاتوا) و آشپزی تلفیقی خاص خود را توسعه دادند و خود را مکائنسه یا به انگلیسی ماکائویی نامیدند.